# Jelena Gurjeva
Jelena Ilinitjna Gurjeva (ryska: Елена Ильинична Гурьева), född den 29 november 1958, är en sovjetisk landhockeyspelare.
Hon tog OS-brons i damernas landhockeyturnering i samband med de olympiska landhockeytävlingarna 1980 i Moskva.